# Eppie Wietzes
Egbert "Eppie" Wietzes (Assen, Hollandia, 1938. május 28. – 2020. június 10.) kanadai autóversenyző.

## Pályafutása
1967-ben és 1974-ben részt vett hazája világbajnoki Formula–1-es versenyén. A 67-es futamon kizárták, az 1974-es versenyen pedig technikai problémák miatt nem ért célba.
Első alkalommal ő vezetett biztonsági autót a Formula–1-es világbajnokságon. Wietzes az 1973-as kanadai nagydíjon egy Porsche 914-esel kontrollálta a mezőnyt, François Cevert és Jody Scheckter balesete után.

## Eredményei

### Teljes Formula–1-es eredménylistája
(Táblázat értelmezése)

(Félkövér: pole-pozícióból indult; dőlt: leggyorsabb kört futott) 

| Év   | Csapat                       | Modell       | Motor       | 1   | 2   | 3   | 4   | 5   | 6   | 7   | 8       | 9   | 10  | 11  | 12  | 13  | 14     | 15  | Helyezés | Pont |
| ---- | ---------------------------- | ------------ | ----------- | --- | --- | --- | --- | --- | --- | --- | ------- | --- | --- | --- | --- | --- | ------ | --- | -------- | ---- |
| 1967 | Team Lotus / Comstock Racing | Lotus 49     | Cosworth V8 | RSA | MON | NED | BEL | FRA | GBR | GER | CAN Kiz | ITA | USA | MEX |     |     |        |     | -        | 0    |
| 1974 | Team Canada F1 Racing        | Brabham BT42 | Cosworth V8 | ARG | BRA | RSA | ESP | BEL | MON | SWE | NED     | FRA | GBR | GER | AUT | ITA | CAN Ki | USA | -        | 0    |